# Rootsi (Kohila)
Rootsi – wieś w Estonii, prowincji Rapla, w gminie Kohila.